# Frontera entre Botsuana y Namibia
La frontera entre Botsuana y Namibia es el límite que separa Botsuana y Namibia.
La frontera tomó su forma actual en 1890 después del tratado de Heligoland-Zanzíbar. Constituye el límite entre estos dos Estados independientes desde el 21 de marzo de 1990, fecha de la independencia de Namibia. Antes Namibia era un protectorado de Sudáfrica. La frontera constituía pues una porción de la frontera entre Sudáfrica y Botsuana.

## Descripción

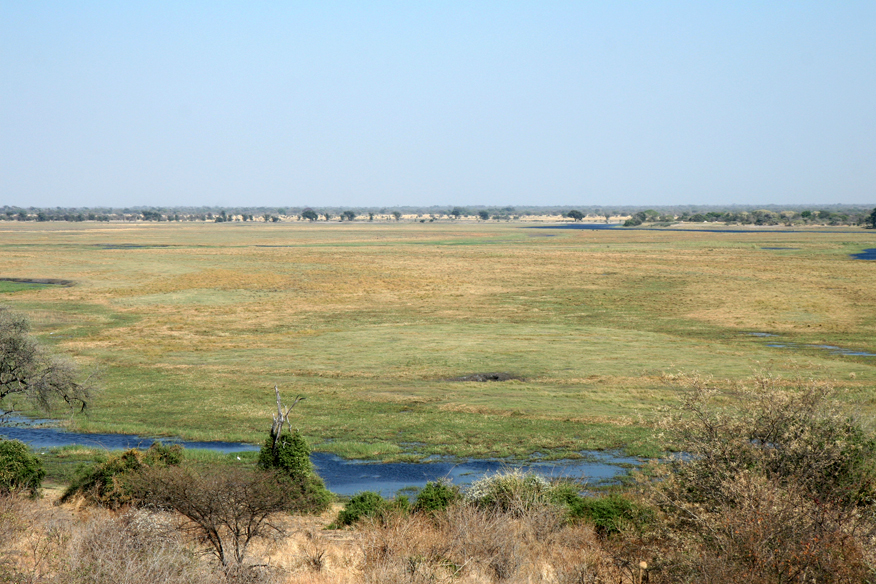
Frontera entre Botsuana y Namibia (cerca de Ngoma Bridge, Caprivi).

Esta frontera inicia al norte en el trifinio entre Botsuana, Namibia y Zambia, sobre el Zambeze. A este sitio, Namibia forma una cola de sartén al norte de Botsuana: la región de Caprivi cuya frontera sur está marcado por el río Cuando. Esta región está conectada al resto de Namibia por la franja de Caprivi que llace sobre el lado norte de la frontera. Al oeste de esta banda, la demarcación gira luego hacia el sur y sigue sucesivamente el meridiano 21° este (sobre 400 km), esto hasta el paralelo 22° sur por sobre 50 kilómetros, después por el meridiano 20° este (sobre 320 km a partir del paralelo 22° sur), para terminar en el trifinio entre Botsuana, Namibia y Sudáfrica, en la parte oeste del desierto del Kalahari al borde del Nossob.

## Historia
El 26 de abril de 1884  Bismarck proclamó la Reichsschutz sobre los territorios de Lüderitz en la actual Namibia. Era el nacimiento del África del Sudoeste Alemana, parte del imperio colonial alemán. En esta época el imperio británico se extendió sobre el protectorado del Bechuanalandia que resultará más tarde Botsuana. En su parte vertical, la frontera era la misma de hoy.
El 1 de julio de 1890, el Imperio británico y el Imperio alemán firmaron un tratado que preveía el intercambio de varios territorios y regulando algunos diferendos coloniales. Alemania recibió así la isla de Heligoland y se comprometió a no inmiscuirse en la política británica en Zanzíbar, de allí el nombre de tratado Heligoland-Zanzíbar. En el África austral, daba a Alemania la banda de Caprivi que permitió al África del Sudoeste Alemana acceder al Zambeze.
Durante el desmantelamiento del imperio colonial alemán después de la Primera Guerra Mundial, África del Sudoeste se convirtió un mandato concedido por la Sociedad de las Naciones a la Unión de Sudáfrica en 1920. Duró de 1920 a 1968, fecha en la cual la Asamblea General de las Naciones Unidas votó el final del mandato. Sudáfrica no reconoció  esta decisión y Namibia no obtuvo su independencia hasta 1990. Durante este periodo Botsuana era una colonia británica, obteniendo su independencia el 30 de septiembre de 1966.